# 路易斯·提安特
路易斯·克雷孟特·提安特·維加（西班牙語：Luis Clemente Tiant Vega，1940年11月23日—2024年10月8日），生於古巴馬里亞瑙，前職業棒球選手，守備位置為投手，曾效力於美國大聯盟克里夫蘭印地安人(1964–1969)、明尼蘇達雙城 (1970)、波士頓紅襪 (1971–1978)、紐約洋基(1979–80)、匹茲堡海盜(1981)與洛杉磯安那罕天使(1982)。
他主要以他在印地安人和紅襪隊時期的表現聞名。在1968年，提安特曾一度連續四場投出完封，在美國大聯盟史上排行第五。